# Psittacella madaraszi
El lorito tigre de Madarasz (Psittacella madaraszi) una especie de ave psitaciforme de la familia Psittaculidae endémica de Nueva Guinea. Sus nombres científico y común conmemoran al ornitólogo húngaro Gyula von Madarász.

## Descripción
El lorito tigre de Madarasz mide alrededor de 14 cm de largo. Presenta dimorfismo sexual. El plumaje de los machos es principalmente verde, con listas negras en el manto y obispillo. Su cabeza y cuello son de color pardo oliváceo, salpicado con motas amarillas. La base inferior de su cola es roja. Las hembras tienen la cabeza verde con la frente azulada, y al igual que los machos carecen de listado en las partes inferiores, lo que las diferencia de las hembras de las demás especies de loritos tigre. El pico de ambos es gris azulado con la punta blanca. Sus ojos son castaños rojizos y sus patas grises.

## Distribución y hábitat
Se encuentra en las selvas húmedas de la cordillera central de Nueva Guinea, salvo en su tramo occidental, entre los 1100 y 2500 metros de altitud.

## Taxonomía
Se reconocen cuatro subespecies:
- Psittacella madaraszi madaraszi - se encuentra en las montañas del sureste de Nueva Guinea;
- Psittacella madaraszi major - presente en las montañas del oeste de su área de distribución;
- Psittacella madaraszi hallstromi - ocupa las montañas centrales de Nueva Guinea;
- Psittacella madaraszi huonensis - se encuentre en el noreste de Nueva Guinea (montañas de la península Huon).